# Ludwig Wilhelm Wichmann

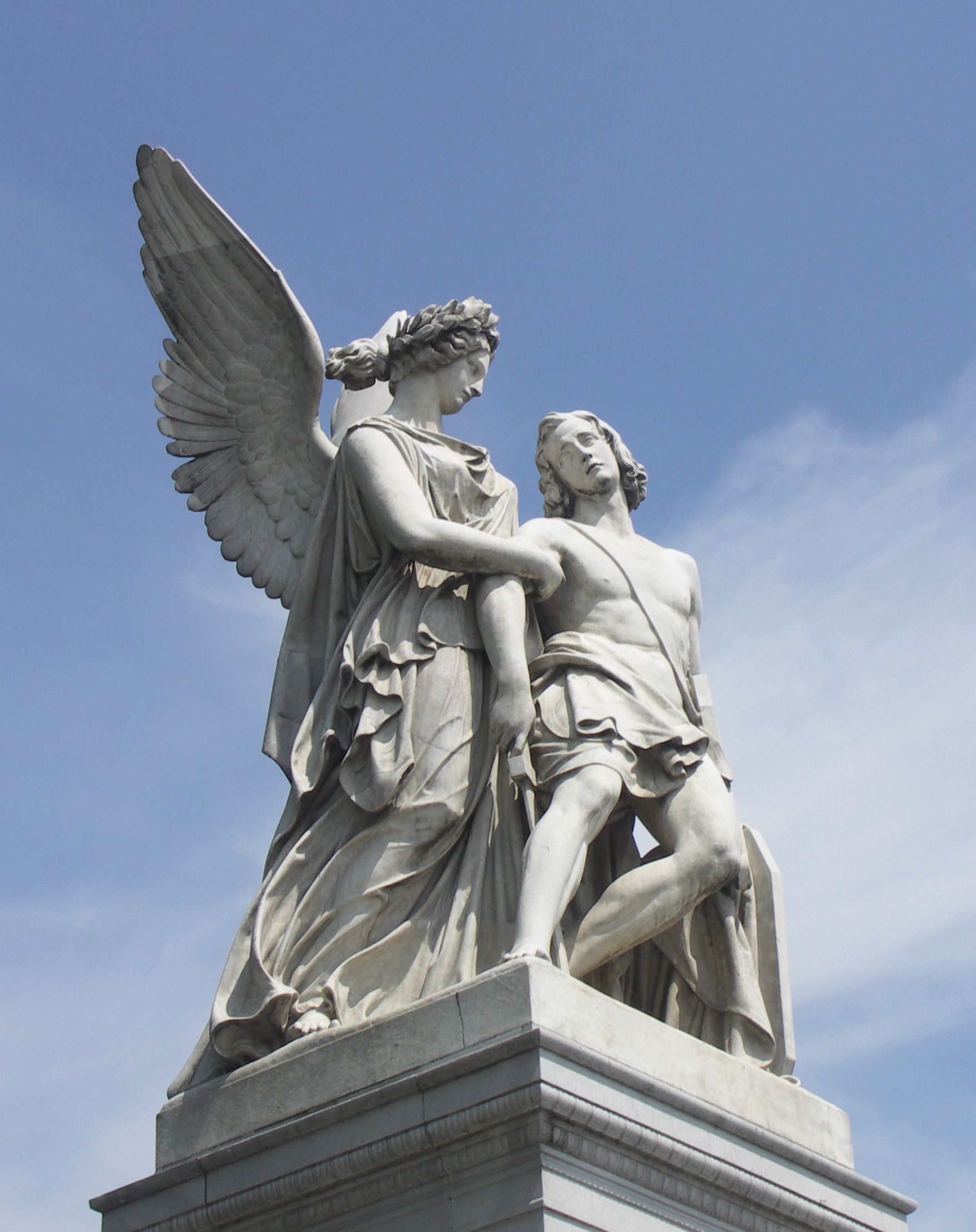
Niké tendida hacia el guerrero herido (1853).

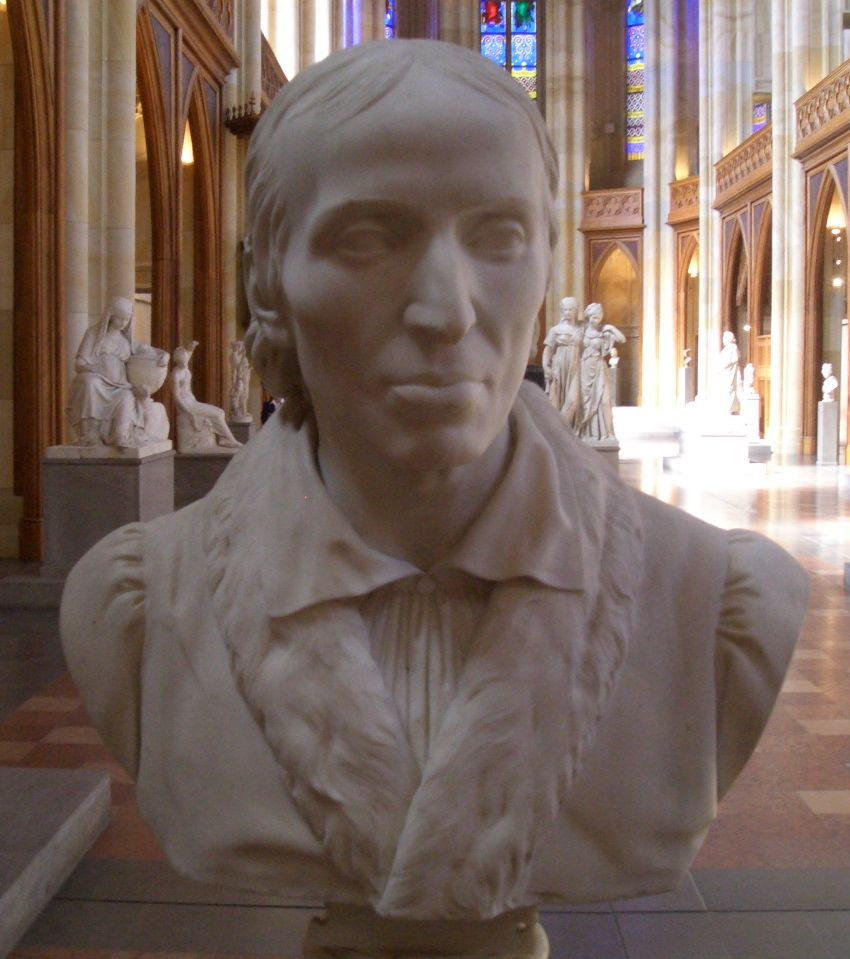
Busto de Tobias Feilner (1840).

Ludwig Wilhelm Wichmann (Potsdam, 10 de octubre de 1788 - Berlín, 28 de junio de 1859) fue un escultor alemán. Se especializó en realizar bustos de retratos.

## Biografía
Desde 1800, fue alumno de Johann Gottfried Schadow. Mientras estuvo allí asistió en la creación del Monumento a Blücher en Rostock y el Monumento a Lutero en Wittenberg.
De 1809 a 1813 vivió en París, donde trabajo en los estudios de François Joseph Bosio y Jacques-Louis David. Cuando retornó a Berlín, se reincorporó al personal del taller de Schadow. De 1813 a 1815, participó en la instalación y finalización del Monumento Nacional Prusiano para las Guerras de Liberación (Nationaldenkmal für die Befreiungskriege), diseñado por Karl Friedrich Schinkel. Apremiados por las fechas de entrega, Christian Daniel Rauch y Christian Friedrich Tieck lo eligieron para acabar los diseños de sus dos figuras en el Monumento: aquellas que representaban la Batalla de Katzbach y la Batalla de Bar-sur-Aube. Tras la muerte de Emanuel Bardou en 1818, Wichmann tomó el control de sus clases  en la Escuela de Artes y Oficios de Berlín. En 1819, fue nombrado miembro de la Academia de Artes Prusiana.
Pasó los años desde 1819 hasta 1821 en Italia con su hermano mayor Karl, quien también era escultor. A su retorno, abrieron un estudio que se especializó en bustos de retratos. En 1832, Ludwig fue seleccionado como profesor de la Academia Prusiana. Con los años, produjo muchos diseños y modelos para su suegro Tobias Feilner, un maestro alfarero y fabricante de terracota. La figura del Arcángel Miguel en la Iglesia de Friedrichswerder está basada en uno de sus modelos en arcilla.

## Obras destacadas
- 1827: Busto de Henriette Sontag, Mittelrhein-Museum, Coblenza.
- 1831: Cuatro figuras femeninas griegas. Acroteria en el Altes Museum, Berlín.[1]
- 1838: Busto de Friedrich Ancillon, Galería Nacional (Berlín).
- 1840-1850: Estatua de Johann Joachim Winckelmann en Stendal (Bronce); también como una estatua de mármol en la Galería Nacional.
- 1853: Grupo de figuras, Nike richtet den verwundeten Krieger auf (Niké tendida hacia el guerrero herido), Schloßbrücke (Puente del Palacio), Berlín.